# MTV Unplugged (альбом Аланис Мориссетт)
MTV Unplugged — концертный альбом канадской певицы Аланис Мориссетт, вышедший 9 ноября 1999 года и записанный в рамках программы MTV Unplugged. В альбом были включены 12 треков, однако Мориссетт исполнила и другие, в том числе «Baba», «Thank U» (обе с альбома 1998 года Supposed Former Infatuation Junkie) и «Your House» (скрытый трек на альбоме 1995 года Jagged Little Pill). Первый сингл, «That I Would Be Good», был встречен позитивными откликами, а два остальных сингла — «King of Pain» (кавер-версия песни The Police) и «You Learn» — были выпущены лишь за пределами США. К 2010 году было продано 651.000 проданных копий в США.
Кроме того, во время концерта были исполнены ранее не изданные песни: «No Pressure over Cappuccino», «Princes Familiar» и «These R The Thoughts». Мориссетт заявила, что «Princes Familiar» в особенности её любимая и наиболее вокально напряжённая песня. Она исполняла её на протяжении своего тура Diamond Wink, где посвятила «всем отцам в зале».

## Список композиций
1. «You Learn» — 4:21
2. «Joining You» — 5:09
3. «No Pressure over Cappuccino» −4:41
4. «That I Would Be Good» — 4:14
5. «Head over Feet» — 4:22
6. «Princes Familiar» — 4:37
7. «I Was Hoping» — 4:53
8. «Ironic» — 4:13
9. «These R the Thoughts» — 3:25
10. «King of Pain» — 4:05
11. «You Oughta Know» — 5:01
12. «Uninvited» — 4:37

Песни, не включенные в альбом:
- «Thank U»
- «Baba»
- «Your House»

## Участники записи
- Аланис Мориссетт — вокал, гитара, губная гармошка и флейта
- Ник Лешли — гитара
- Джоэл Ширер — гитара
- Дерон Джонсон — клавишные, бэк-вокал в «King of Pain»
- Крис Чейни — бас-гитара
- Гэри Новак — ударные и перкуссия
- Брэд Дутц — ударные
- Дэвид Кэмпбелл — аранжировщик и альта
- Сьюзи Катаяма — виолончель и аранжировка струнных для «You Oughta Know»
- Joul Derouin — скрипка
- Лора Ситон — скрипка
- Эрик Фридлендер — виолончель
- Джульетта Хаффнер — strings contractor

## Чарты
| Чарт               | Позиция |
| ------------------ | ------- |
| Бельгия (Flanders) | 10      |
| Бельгия (Wallonia) | 41      |
| UK Albums Chart    | 56      |
| Италия             | 6       |
| Нидерланды         | 4       |
| Норвегия           | 6       |
| U.S. Billboard 200 | 63      |
| Франция            | 21      |
| Швейцария          | 4       |
| Швеция             | 56      |